# Sbor Bratrské jednoty baptistů v Šumperku
Sbor Bratrské jednoty baptistů v Šumperku je v místní baptistickou církví, která má asi 100 plnoprávných členů a schází se na adrese Štefánikova 10a.

## Historie
Po 2. světové válce přichází do Šumperka a okolí řada Čechů reemigrantů z polského Zelova. Jsou to potomci těch, kdo odcházeli v době rekatolizace pro svou evangelickou víru do vyhnanství. Připojují se k Vikýřovickému sboru, ale po příchodu další vlny navrátilců z Volyně, zakládají 9.2.1947 vlastní sbor. Modlitebnu, která jim slouží dodnes, si vybudovali z bývalé tiskařské dílny.
Šumperští misijně sloužili na řadě míst v širokém okolí. Některé misijní stanice časem zanikly a některé se připojili k jiným sborům (například práce na Krnovsku se ujali baptisté z Ostravy). Misie na Olomoucku, která začala v roce 1965, vyústila ve vznik nového početného sboru.
V současnosti je to dynamický sbor z velké části mladých lidí se spoustou aktivit pro děti a mládež. K tomu jim slouží i občanské sdružení LANO, které založili. Pořádají volnočasové aktivity pro mladé, například florbal, hudební skupina, letní tábory s výukou angličtiny. S řad členů sboru jsou i tvůrci televizního křesťanského pořadu pro mladé lidi EXIT 316.

## Kazatelé
- 1946 – 1956: Josef Tuček
- 1957 – 1966: Bohumil Palla
- 1968 – 1978: Josef Tuček
- 1978 – 1985: Jaroslav Pospíšil
- 1985 – 1993: Jan Obdržálek
- 1993 – 2004: Miroslav Jersák
- 2004 – 2022 Pavel Mrázek
- 2023 - doposud Ivo Pospíšil